# Alcaparrosaïta
L'alcaparrosaïta és un mineral anomenat així per la seva localitat tipus, la mina Alcaparrosa, a Xile.

## Característiques
L'alcaparrosaïta és un mineral de fórmula química K₃Ti4+Fe3+(SO₄)₄O(H₂O)₂. Cristal·litza en el sistema monoclínic.